# Monetărie
Cuvântul monetărie are două semnificații:

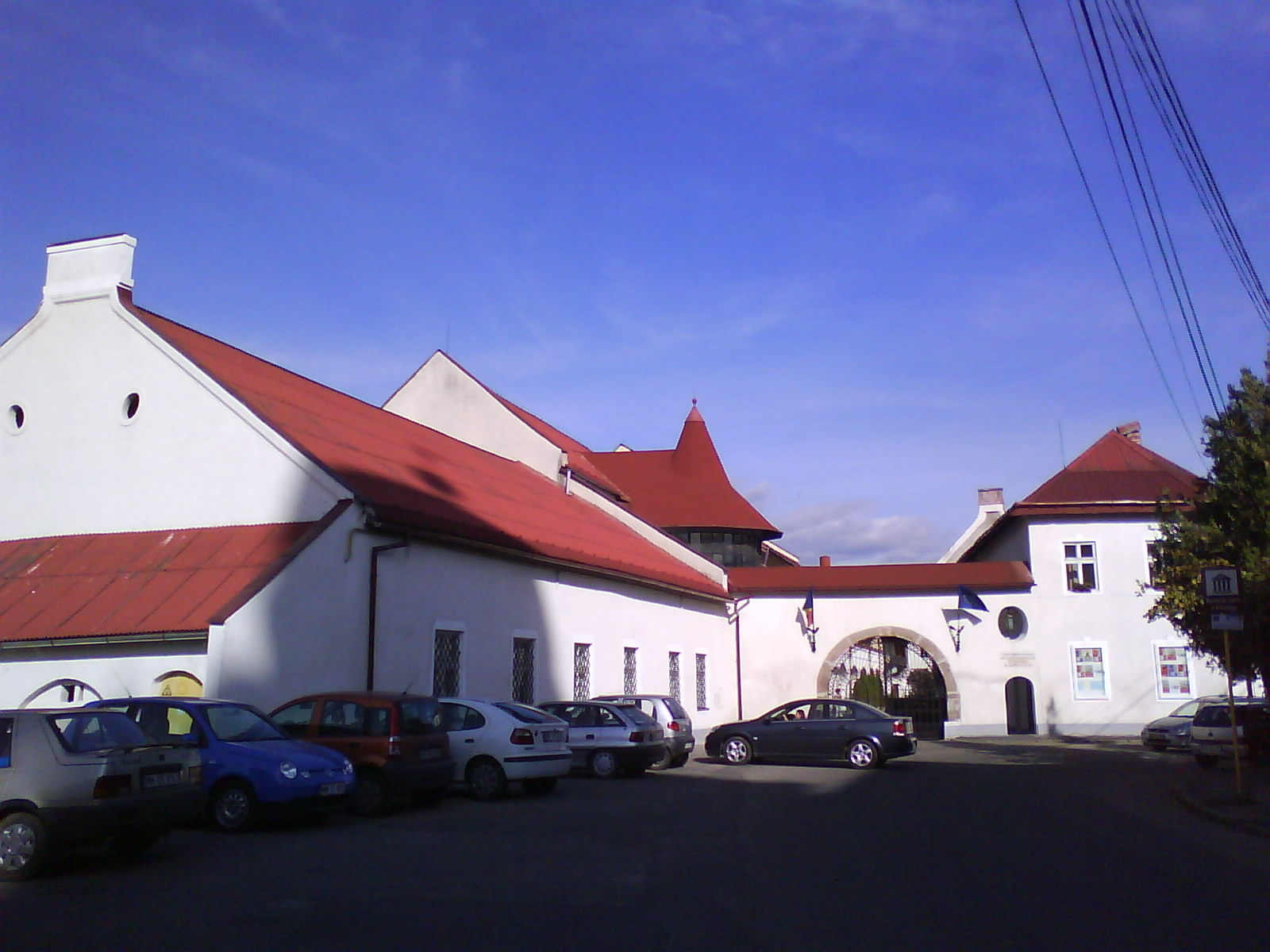
Monetăria din Baia Mare, azi Muzeul Județean de Istorie din Baia Mare.

1. O monetărie este o clădire unde se bat monede sau medalii. 
- Monetăria Statului din București;
- Monetăria Prigor (Serial pe YouTube);
- Hôtel des Monnaies din Bruxelles (situat pe rue de l'Hôtel des Monnaies, la Bruxelles);
- Dar Assikah, Hôtel des monnaies du Maroc (Monetăria din Maroc), situată la Salé.

Un sinonim al cuvântului „monetărie” este sintagma „atelier monetar”.
2. O monetărie este o instituție publică, având caracter industrial și comercial care își exercită drepturile de fabricare a monedei naționale a unei țări. Plasată sub supraveghere, este, în general, o instituție care depinde direct sau indirect de stat. De-a lungul timpului, unele instituții au îndeplinit și mărci poștale / timbre poștale (în Spania de exemplu) și alte acte oficiale.

## Etimologie

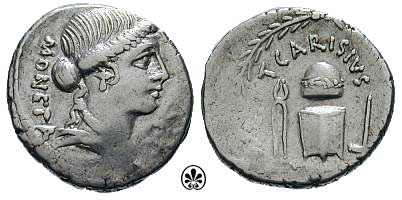
Denarius (3,72 g), 46 î.Hr. Avers: MONETA, capul Iunonei Moneta, spre dreapta; revers: T CARISIVS coiful lui Vulcanus deasupra nicovalei, cleștelui și ciocanului (unelte folosite într-o monetărie), de-o parte și de alta, iar toate, încununate cu lauri.

Sub Republica Romană, în anul 290 î.Hr., apare prima oficină de fabricare a monedelor, pe Capitoliul din Roma, în Templul Iunonei Moneta (În latină Iunona Moneta: literal, în română, „Iunona care sfătuiește, care avertizează”), de unde derivă, de altfel, cuvântul monedă. Zeița Iunona primise atributul „moneta” cu ocazia salvării Romei de către celebrele gâște de pe Capitoliu, care au dat alarma, la atacul galilor, în 390 î.Hr., pe care i-a respins garnizoana romană. 
Responsabili pentru confecționarea monedelor erau trei magistrați, numiți Tresviri monetales. De-a lungul timpului, atelierul din Roma își va schimba locația, în numeroase rânduri. De la cuvântul „monedă”, cu varianta „monetă”,  s-a ajuns, în limba română, la cuvântul „monetărie” (monetă +sufixul -rie).